# Le Rappel à l'ordre : Enquête sur les nouveaux réactionnaires
« Rappel À L'ordre » redirige ici.  Pour l'album de Takana Zion, voir Rappel à l'Ordre.
Le Rappel à l'ordre : Enquête sur les nouveaux réactionnaires est un pamphlet de l'historien et essayiste français Daniel Lindenberg, publié en 2002. Cet ouvrage très médiatisé met en cause de nombreux intellectuels français et crée la polémique dans le milieu culturel français.
En 2016, le livre fait l'objet d'une nouvelle édition augmentée d'une postface.

## Présentation
Le Rappel à l'ordre est publié au Seuil, dans la collection « La République des idées » dirigée par Pierre Rosanvallon. Publié quelques mois après l'accession de Jean-Marie Le Pen au second tour de la présidentielle de 2002, ce court essai (94 pages) dénonce la dérive jugée « réactionnaire » d'un certain nombre de figures intellectuelles françaises. Lindenberg y cible explicitement des intellectuels et pamphlétaires qu'il juge passés de gauche à droite, tels que Alain Finkielkraut, Marcel Gauchet ou Pierre-André Taguieff.

### Les cibles de Daniel Lindenberg
Dans ce livre, l'appellation de « nouveaux réactionnaires » désigne des intellectuels dont Daniel Lindenberg juge les idées conservatrices ou réactionnaires, voire racistes ou sexistes.  
Les arguments de Daniel Lindenberg concernent notamment :
- les écrivains Maurice G. Dantec, Michel Houellebecq, Philippe Muray ; et parfois Pascal Bruckner et Alain Minc ;
- les philosophes Alain Badiou, Pierre Manent, Luc Ferry, Jean-Claude Milner, Alain Finkielkraut ;
- les historiens Pierre-André Taguieff, Pierre Nora, Shmuel Trigano, Alain Besançon, Marcel Gauchet.

## Réception
Pour Brice Couturier, a contrario de ce qu'avance Daniel Lindenberg dans son essai, les intellectuels désignés sous le terme de « néo-réactionnaires » n'avaient pas conquis le pouvoir intellectuel. « L'hégémonie intellectuelle est toujours détenue par (une) « presse qui pense », même si elle a de moins en moins de lecteurs : Télérama, Les Inrocks, Le Nouvel Obs, Libé, etc. C'est elle qui donne le ton, décerne des brevets et censure ce qu'ils appellent les « dérapages ». » « Ces contestataires professionnels » seraient simplement « étonnés et furieux d'être à leur tour contestés. ».

### Réaction de personnalités concernées
Certaines personnalités dont parle le livre jugent très sévèrement le travail de leur critique.
Ainsi l'écrivain Michel Houellebecq écrit dans Le Figaro : « L'épisode le plus significatif, et sans doute le plus lourd de conséquences, de la période qui s'ouvre, est sans doute l'affaire des nouveaux réactionnaires, déjà abondamment relatée par les gazettes. L'ouvrage, c'est le moins qu'on puisse dire, n'a guère été loué. ».
C'est également le cas de Pierre-André Taguieff qui écrit : « [...] Le « conseiller » Lindenberg ne prend pas la peine de discuter les thèses de penseurs tels que Pierre Manent, Marcel Gauchet, Alain Finkielkraut, Alain Besançon, Shmuel Trigano, Jean-Claude Milner ou Alain Badiou, il se contente d'épingler leurs noms sur sa liste noire ». En 2007, Pierre-André Taguieff poursuit sa contre-attaque dans un ouvrage intitulé Les Contre-réactionnaires où il passe au crible ce qu'il nomme la « fabrication de la légende des nouveaux réactionnaires », inscrivant cette entreprise dans l'histoire des dérives du progressisme, proche du terrorisme intellectuel voire de l'inquisition. Il reprend également les idées qu'il avait développées en 2002 et écrit ainsi : « L'objectif du libelle est insaisissable, parce que le portrait-type de l'infréquentable dénoncé est irréalisable. Cette multitude bariolée offerte à la détestation publique n'illustre en aucune manière une catégorie définie, ni même définissable. Cette première faiblesse du libelle suffit à en détruire la portée. ».
Dans sa réponse, Philippe Muray souligne avec humour le caractère  « hétéroclite » des personnes visées par Daniel Lindenberg et s'amuse de ses « moins de cent pages d’insanités haineuses sur des individus coupables de ne pas se réjouir des immenses saccages du tourisme de masse ou de la barbarisation de l’école » et « tergiversations bouffonnes expédiées à la va-vite » « avec un sérieux gris et morne d’employé moyen à la Police de la Pensée ». Muray souligne également les déformations et mensonges de ce dernier à son égard et la complicité de Monsieur Lindeberg avec le monde médiatique et censeur - incarné par Edwy Plenel et Pierre Rosanvallon -.

### Autres réactions
Sandra Laugier, en revanche, s'inscrit en faux contre ces critiques : si, selon elle, le livre de Lindenberg présente de grandes faiblesses, elle estime que le fond n'en reste pas moins pertinent et juste. Elle s'étonne en outre de la virulence des critiques :

« [...] comment un tel livre a pu susciter une controverse violente, et un déversement d'anathèmes, que des ouvrages bien plus contestables ou absurdes (sans parler de la production journalistique, culturelle ou intellectuelle standard) n'ont que rarement provoqués. Comment surtout - c'est peut-être là une nouveauté qu'on n'a pas tellement remarquée sur le moment - a-t-on pu attaquer cet ouvrage avec des arguments d'autorité intellectuelle, du genre : c'est mal écrit, c'est nul, c'est mauvais - un vocabulaire méprisant, en général réservé aux discussions privées ou aux ragots universitaires ? C'est certainement que le livre de Lindenberg, malgré ses fragilités, a heurté un point essentiel, là où ça fait mal [...]. »

De son côté, Jacques-Alain Miller règle lui aussi ses comptes avec Lindenberg par la publication d'un volumineux ouvrage, Le Neveu de Lacan.
Le débat continue si l'on lit "un cerbère de l’ordre nouveau aboyant dès qu’il le pourra un « rappel à l’ordre » contre les « nouveaux réactionnaires »".
Didier Eribon donne une piste sur l'utilité du pamphlet  comme aide à Pierre Rosanvallon dans sa tentative de succéder à Pierre Bourdieu. Pour lui, « l’objectif du livre de Lindenberg, petit soldat zélé d'Esprit et de La République des idées, était en effet d'afficher le prétendu repositionnement à « gauche » de Rosanvallon ». Il décrit l'appui réitéré d'Edwy Plenel à ce « pauvre factum » qui lui consacre la « Une » du Monde, ainsi que deux pleines pages intérieures.
Pour le philosophe Jean-Claude Michéa, qui mentionne le fait que l'ouvrage a été commandé par Pierre Rosanvallon membre du club Le Siècle, l'essai est symbolique d'une nouvelle posture intellectuelle associant tout refus « d'acquiescer à l'économie de marché » à  un retour aux idées de Charles Maurras.

## Édition
- Daniel Lindenberg, Le Rappel à l'ordre : Enquête sur les nouveaux réactionnaires, Paris, Seuil, coll. « La république des idées », 2002, 94 p. (ISBN 2-02-055816-5)